# Hartwin
Hartwin ist ein männlicher Vorname.

## Herkunft und Bedeutung des Namens
- altgermanisch (harti = tapfer, kühn, kräftig; wini = der Freund)

## Bekannte Namensträger
- Hartwin Brandt (* 1959), deutscher Althistoriker
- Hartwin Kramer (1939–2012), deutscher Jurist
- Hartwin Spenkuch (* 1969), deutscher Historiker